# Wake Up Dead Man: A Knives Out Mystery
Wake Up Dead Man: A Knives Out Mystery ist ein angekündigter US-amerikanischer Kriminalfilm von Regisseur Rian Johnson, der am 12. Dezember 2025 ins Programm von Netflix aufgenommen werden soll. Es handelt sich nach Knives Out – Mord ist Familiensache (2019) und Glass Onion: A Knives Out Mystery (2022) um den dritten Fall, bei dem Daniel Craig als Detektiv Benoit Blanc ermittelt.

## Produktion
Nach dem finanziellen Erfolg von Knives Out – Mord ist Familiensache bot Regisseur und Drehbuchautor Rian Johnson möglichen Fortsetzungen den Streaminganbietern Netflix, Amazon und Apple zum Kauf an. Im Bieterwettstreit sicherte sich Netflix für 469 Millionen US-Dollar die Rechte an zwei Fortsetzungen, von denen der erste Film Glass Onion: A Knives Out Mystery im Dezember 2022 beim Streamingdienst veröffentlicht wurde. Für den dritten Teil sollen neben Johnson auch Hauptdarsteller Daniel Craig und Produzent Ram Bergman zurückkehren, die jeweils eine Gage von über 100 Millionen US-Dollar erhielten.
Johnson begann Anfang 2023 mit den Arbeiten am dritten Film und gab an, dass dieser sich thematisch und tonal erneut von den beiden Vorgängerfilmen unterscheiden werde. Die Fortsetzung sollte so eine düstere und geerdete Atmosphäre wie in Werken von Agatha Christie oder Edgar Allan Poe aufweisen. Nachdem er den Schreibprozess von Mai bis Oktober 2023 aufgrund des Streiks der Autoren-Gewerkschaft Writers Guild of America aussetzen musste, verkündete Johnson, dass er den dritten Film soweit fertig konzipiert habe, allerdings noch kein fertiges Drehbuch vorliege.
Als Neuzugänge schlossen sich Josh O’Connor, Cailee Spaeny, Andrew Scott, Kerry Washington, Glenn Close, Jeremy Renner, Mila Kunis, Daryl McCormack, Josh Brolin und Thomas Haden Church der Besetzung an.
Die Dreharbeiten mit Kameramann Steve Yedlin erfolgten zwischen dem 10. Juni und 17. August 2024 in London. Die Filmmusik komponierte abermals Nathan Johnson.
Im Mai 2024 wurden der offizielle Titel Wake Up Dead Man: A Knives Out Mystery verkündet. Die Weltpremiere soll Anfang September 2025 im Rahmen des Toronto International Film Festivals erfolgen. Im Anschluss wird Wake Up Dead Man am 8. Oktober 2025 das London Film Festival eröffnen und Ende des Monats beim Austin Film Festival gezeigt, ehe der Film am 12. Dezember 2025 ins Programm von Netflix aufgenommen werden soll.